# Eleutherodactylus huicundo
Eleutherodactylus huicundo là một loài ếch trong họ Leptodactylidae.
Nó được tìm thấy ở Ecuador và có thể cả Colombia.
Môi trường sống tự nhiên của nó là các khu rừng vùng núi ẩm nhiệt đới hoặc cận nhiệt đới và đồng cỏ ở cao nhiệt đới hoặc cận nhiệt đới. Loài này đang bị đe dọa do mất môi trường sống.